# アラン・ドロンのゾロ
『アラン・ドロンのゾロ』（Zorro）は、1975年のイタリア・フランスの剣戟映画。監督はドゥッチョ・テッサリ、出演はアラン・ドロンとオッタヴィア・ピッコロなど。ジョンストン・マッカレーの小説『怪傑ゾロ』を原作にしている。日本公開時のキャッチコピーは「アラン・ドロン主演50本記念作品」。

## ストーリー
剣の達人ディエゴは宿屋で旧友ミゲルと再会する。ミゲルはスペイン領ヌオバ・アラゴナの新しい総督に任命されたこと、そしてその地の人々を自分の力で助けていきたいという理想を持っていることを話す。ディエゴは理想ばかり語る彼に苦言を呈すが、その夜宿屋に賊が現れミゲルは殺されてしまう。ディエゴは死ぬ間際のミゲルに自分が総督となって彼の理想を引き継ぐことを誓うが、同時に「剣で人を殺さない」ということも誓わされる。
こうしてディエゴはミゲルの名を借りてヌオバ・アラゴナの地に総督として赴任する。だが、その土地はウエルタ大佐率いるスペイン軍によって支配されており、貧しい農民たちは不当に虐げられていた。その現状を目にし怒りに震えるディエゴ。彼は口が利けない従者のホアキンと協力し、ウエルタ大佐を欺くために表では無能な総督を演じ、裏では農民たちをスペイン軍の魔の手から救う正義の盗賊「ゾロ」となって悪漢共を退治していくのだった。

## キャスト
| 役名               | 俳優                           | 日本語吹替 | 日本語吹替                                                                                       |
| 役名               | 俳優                           | テレビ朝日旧版 | テレビ朝日新版                                                                                   |
| ------------------ | ------------------------------ | --- | ------------------------------------------------------------------------------------------------ |
| ディエゴ / ゾロ    | アラン・ドロン                 | 野沢那智 | 野沢那智                                                                                         |
| ウェルタ大佐       | スタンリー・ベイカー           | 勝部演之 | 小林勝彦                                                                                         |
| オルテンシア       | オッタヴィア・ピッコロ         | 岡本茉利 | 小山茉美                                                                                         |
| 従僕ホアキン       | エンツォ・セルシコ             | 台詞なし | 台詞なし                                                                                         |
| ガルシア軍曹       | ムスターシュ                   | 雨森雅司 | 玄田哲章                                                                                         |
| フランシスコ修道士 | ジャンピエロ・アルベルティーニ | 宮川洋一 | 前田昌明                                                                                         |
| メルケル大尉       | ジャコモ・ロッシ・スチュアート | 北村弘一 | 池田勝                                                                                           |
| 前総督夫人         | アドリアーナ・アスティ         | 藤夏子 | 此島愛子                                                                                         |
| ミゲル総督         | マリノ・マッセ                 | 納谷六朗 | 鈴置洋孝                                                                                         |
| チコ               | パウリーノ・リト               | 松田辰也 | 田中真弓                                                                                         |
| 家畜商人           | ファビアン・コンデ             | 野本礼三 |                                                                                                  |
| その他             |                                | 青野武 仲木隆司 村松康雄 岡村勝 小宮和枝 熊谷誠二 水鳥鉄夫 国坂伸 鈴木れい子 峰あつ子 小林由利 若本紀昭 春口千治 塩沢兼人 | 若本規夫 土井美加 速見圭 山野史人 村松康雄 池水通洋 藤城裕士 さとうあい 沢木郁也 稲葉実 石塚運昇 |
|                    |                                | |                                                                                                  |
| 演出               | 演出                           | 高桑慎一郎 | 福永莞爾                                                                                         |
| 翻訳               | 翻訳                           | 宇津木道子 | 鈴木導                                                                                           |
| 効果               |                                | |                                                                                                  |
| 調整               | 調整                           | 遠矢征男 | 遠西勝三                                                                                         |
| 制作               | 制作                           | ニュージャパンフィルム | ニュージャパンフィルム                                                                           |
| 解説               | 解説                           | 淀川長治 | 淀川長治                                                                                         |
| 初回放送           | 初回放送                       | 1977年10月23日 『日曜洋画劇場』                                                                                           | 1989年3月12日 『日曜洋画劇場』                                                                   |

※テレビ朝日新版はDVD収録

## コミカライズ
日本での公開に先駆け、「月刊少年チャンピオン」（秋田書店）1975年8月号に桑田次郎（現 - 二郎）によって、読み切りのコミカライズ版が掲載された。